# Stickers Gat (Schiff)
Die Stickers Gat ist ein Vermessungsschiff der Wasserstraßen- und Schifffahrtsverwaltung des Bundes. Das Schiff wird vom Wasserstraßen- und Schifffahrtsamt Elbe-Nordsee für Vermessungen im Bereich der Außen- und Unterelbe und deren Nebengewässern eingesetzt.

## Allgemeines
Der Neubau wurde von der Fachstelle Maschinenwesen Nord in Auftrag gegeben und von der niederländischen Werft No Limit Ships in Groningen entworfen und gebaut. Die Ablieferung erfolgte im November 2014. Benannt ist die Stickers Gat nach einem kleinen Seegatt zwischen der Kugelbake und Neuwerk.
Der Rumpf ist aus Stahl und die Aufbauten sind aus Aluminium gefertigt. Auffällig ist die fast umlaufende Fenderröhre, die beim Rollen zusätzlichen Auftrieb erzeugt. Das Schiff wird von zwei MAN–Dieselmotoren des Typs D2866LXE40 angetrieben, die auf zwei Festpropeller wirken. Bei einer Antriebsleistung von jeweils 190 kW wird eine Geschwindigkeit von 10 kn erreicht.
Die Vermessungsanlage kommt von der Kongsberggruppe und besteht aus einem Fächerlotsystem des Typs EM2040C und einem Linienpeilsystem des Typs EA400.